# Spill the Beans
Spill the Beans è un EP dei The Bats pubblicato nel 1994 nel Regno Unito e in Nuova Zelanda dalla Flying Nun Records e negli Stati Uniti d'America dalla Mammoth Records.

## Tracce
Edizione in vinile 7''
1. Under The Law – 4:34
2. Spill The Beans – 2:38
3. Sir Queen (Live)

Edizione in CD
1. Under The Law – 4:34
2. Spill The Beans – 2:38
3. Empty Head – 4:09
4. Make It Clear – 3:18
5. Give In To The Sands – 2:47

## Musicisti
- Paul Kean (basso, voce)
- Malcolm Grant (batteria)
- Robert Scott (voce, chitarra)
- Kaye Woodward (voce, chitarra)